# Tlačítko bdělosti

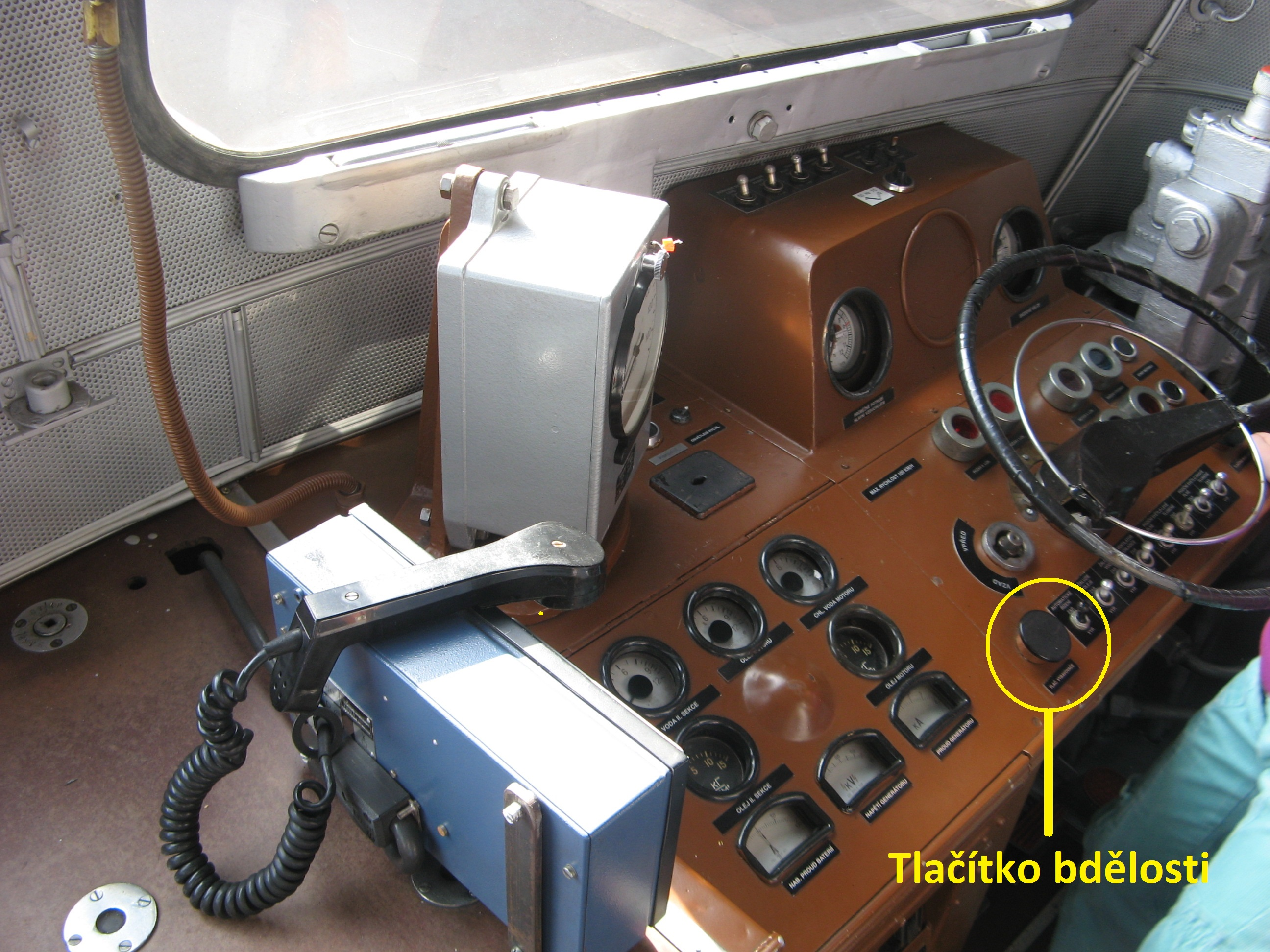
Stanoviště strojvedoucího s tlačítkem bdělosti. Lokomotiva T679.1

Tlačítko bdělosti (slangově živák) je elektronické zařízení, součást vlakového zabezpečovače, používaného na železničních řídících (tj. zpravidla hnacích) vozidlech. Jeho úkolem je zajištění bezpečnosti jízdy vlaku a železničního provozu vůbec. Dosahuje toho periodickou kontrolou bdělosti strojvedoucího lokomotivy v pohybu.

## Technické řešení
Ověření bdělosti se děje přibližně jednou za 15 sekund, pokud rychlost jízdy překračuje 10 % maximální rychlosti. Tlačítko ovládá strojvedoucí stiskem v délce od 0,2 do 2,5 sekund. Při překročení této doby je zabezpečovačem vyhodnocen jako závada. Pokud strojvedoucí nereaguje na světelný signál a ani na zvukový signál, následující po 3 sekundách, zařízení za dalších 6 sekund prostřednictvím elektromagnetického ventilu průběžné vlakové brzdy zastaví vlak.
Tlačítko bdělosti je umístěno na řídícím pultu a jeho tvar je odlišný od ostatních ovládacích prvků. Je-li řídící pult vybaven dvěma tlačítky bdělosti, tak jedno je umístěné na levé straně a druhé na pravé straně od řadiče rychlosti. Na tratích vybavené autoblokem a signalizací vlakového zabezpečovače na návěst VOLNO není nutné bdělost strojvedoucího kontrolovat stiskem tlačítka bdělosti. Při obsazení oddílu autobloku jinou vlakovou soupravou je vlakovým zabezpečovačem znovu požadována kontrola bdělosti strojvedoucího stiskem tlačítka bdělosti. Vlakové zabezpečovače, jejichž součástí je tlačítko bdělosti, prošly technickým vývojem, a proto se v moderních lokomotivách liší od jejich předchůdců ze 70. let 20. století.   